# Air Adriatic

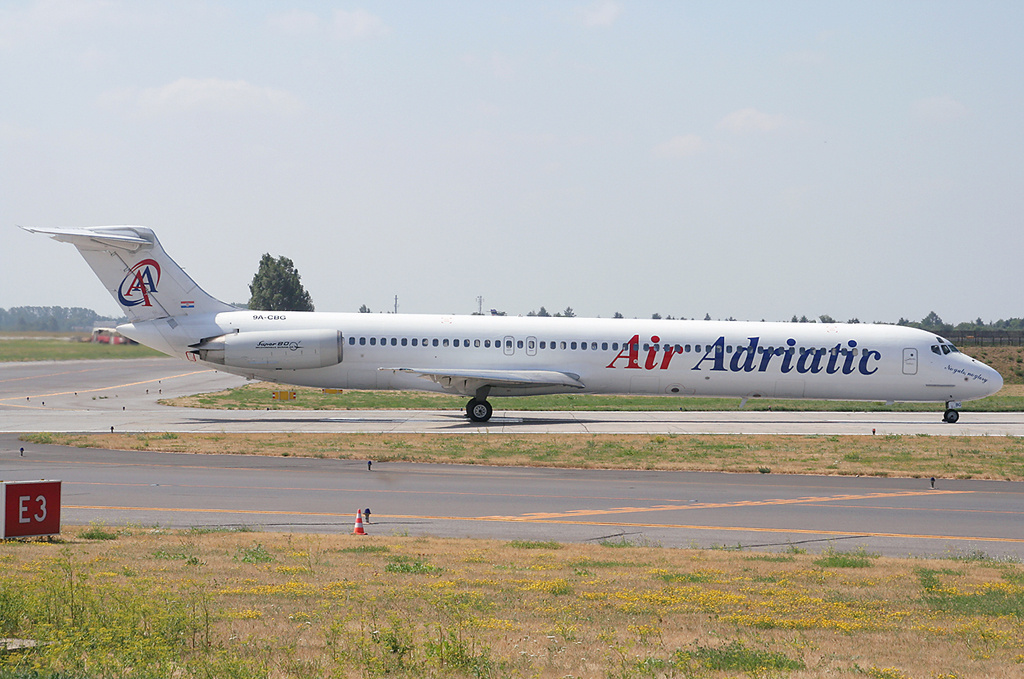

Air Adriatic var Kroatiens första charterbolag och hade schemalagda flygningar från Kroatien till Nordeuropa. Bolaget stängdes år 2007.

## Flotta
Air Adriatic hade i sin flotta:
- 4 MD-82